# Guyi (köping)
Guyi (kinesiska: 固驿镇, 固驿) är en köping i Kina. Den ligger i provinsen Sichuan, i den sydvästra delen av landet, omkring 55 kilometer sydväst om provinshuvudstaden Chengdu. Antalet invånare är 29 496. Befolkningen består av 14 621 kvinnor och 14 875 män. Barn under 15 år utgör 10,0 %, vuxna 15-64 år 76 %, och äldre över 65 år 13,0 %.
Genomsnittlig årsnederbörd är 1 367 millimeter. Den regnigaste månaden är juli, med i genomsnitt 383 mm nederbörd, och den torraste är januari, med 12 mm nederbörd.